# Waupaca (hrabstwo Waupaca)
Waupaca – miejscowość w Stanach Zjednoczonych, w stanie Wisconsin, w hrabstwie Waupaca.